# Маккензи, Джордж Паттон
Джордж Па́ттон Макке́нзи (англ. George Patton MacKenzie , 1873, Малагаш, Новая Шотландия — 1953) — учитель, географ, комиссар по золоту Юкона.
Джордж Маккензи переехал в Юкон во время клондайкской золотой лихорадки. Является основателем первой школы на территории, позднее был назначен управляющим школами Юкона. Начал работать на правительство в офисе комиссара по золоту в 1904 году. В 1912 году стал комиссаром по золоту. В 1918 году должность комиссара Юкона была упразднена и Джордж Паттон Маккензи, будучи комиссаром по золоту, управлял территорией до 1923 года.
В 1923 году Маккензи стал командиром Восточной арктической экспедиции Правительства Канады, которая помогла укрепить позиции Канады на севере. Описание экспедиции вошло в книгу «Canada’s Arctic islands. Canadian expeditions, 1922 and 1923, J.D. Craig, officer-in-charge. 1924, F.D. Henderson, officer-in-charge. 1925 and 1926, Geo. P. Mackenzie, officer-in-charge.», опубликованную в 1927 году отделением северо-западных территорий и Юкона микистерства внутренних дел Канады.